# 주간 소년 매거진
《주간 소년 매거진》(週刊少年マガジン 슈칸 쇼넨 마가진[*])은 고단샤에서 발행하는 일본의 소년 만화 잡지이다. 1959년 3월 17일에 창간되었으며 1959년 3월에 창간된 《주간 소년 선데이》 못지 않게 장기 출판되고 있다. 참고로 여성의 유두를 삭제하는 등의 편집 지침을 고수하고 있음에도 고연령층을 대상으로 하는 작품이 연재되고 고등학생과 대학생이 독자로 유입되어 구독자층 연령은 점점 높아지고 있다.

## 발행 정보
《소년 매거진》은 1960년대까지만 해도 그다지 주목을 받지 못했다가 1969년도부터 화제작들을 잇따라 내놓게 된다. 이후 1970년대에 판매가 상승하여 마침내 일본에서 발행 부수 1위를 차지하였다. 그러나 1970년대 후반이 되자 여러 악재에 부딪혀 《주간 소년 점프》에게 자리를 내어주고 만다. 1990년대 중반에 《드래곤볼》의 연재가 끝나고 《주간 소년 점프》의 황금기가 지나자 《소년 매거진》은 1997년 10월에 다시 발행 부수 1위를 탈환하며 명성을 유지하였다.
2002년에 《주간 소년 점프》가 다시 발행 부수 1위를 차지하였으나 두 잡지의 발행 부수 차이는 많이 나지 않을 정도로 유지되는 편이었다. 그렇지만 2002년 이후에 발행 부수가 하락세를 보이며, 2011년에는 1,491,500부를 기록하게 되면서 2,825,000부를 기록하는 《주간 소년 점프》와의 발행 부수 차이가 거의 두배로 벌려졌다. 한편, 2000년대 이후부터는 미디어 믹스 만화나 리메이크 시리즈, 연예 및 스포츠 만화의 강세가 두드러지며 재기의 발판을 만들어 나가고 있다.

## 연재작 목록
연재순. 1965년 이후 연재되었거나 2020년 7월 현재 연재가 진행 중인 주요 연재 작품.
| 작품 타이틀                                                        | 만화 작가         | 연재 시작호                        | 연재 종료호                  | 주요 변동 사항                       |
| ------------------------------------------------------------------ | ----------------- | ---------------------------------- | ---------------------------- | ------------------------------------ |
| 게게게의 기타로(ゲゲゲの鬼太郎)                                    | 미즈키 시게루     | 1965년32호(1965년 8월)             | 1969년12호(1969년 7월)       |                                      |
| 거인의 별(巨人の星)                                                | 카지와라 잇키     | 1966년19호                         | 1971년03호                   |                                      |
| 천재 바카본(天才バカボン)                                          | 아카츠카 후지오   | 1967년15호                         | 1976년49호                   |                                      |
| 내일의 죠(あしたのジョー)                                          | 지바 데쓰야       | 1968년01호(1968년 1월 1일)         | 1973년19호(1973년 5월 13일)  |                                      |
| 류의 길(リュウの道)                                                | 이시노모리 쇼타로 | 1969년14호                         | 1970년52호                   |                                      |
| 공수도 바보 일대(空手バカ一代)                                     | 카지와라 잇키     | 1971년22호                         | 1977년 52호                  |                                      |
| 야구광의 노래(野球狂の詩)                                          | 미즈시마 신지     | 1972년35호                         | 1976년52호                   |                                      |
| 데빌맨(デビルマン)                                                 | 나가이 고         | 1972년25호(1972년 6월 11일)        | 1973년27호(1973년 6월 24일)  |                                      |
| 사랑과 진실(あいとまこと)                                          | 카지와라 잇키     | 1973년                             | 1976년                       |                                      |
| 바이올런스 잭(バイオレンスジャック)                                | 나가이 고         | 1973년29호                         | 1974년39호                   |                                      |
| 나는야 텟페이(おれは鉄兵)                                          | 지바 데쓰야       | 1973년33호(1973년 8월)             | 1980년20호(1980년 4월)       |                                      |
| 세눈박이가 간다(三つ目がとおる)                                    | 데즈카 오사무     | 1974년28호                         | 1878년12호                   |                                      |
| 1･2의 산시로(1・2の三四郎)                                         | 코바야시 마코토   | 1978년46호                         | 1983년11호                   |                                      |
| 공태랑 나가신다!(コータローまかりとおる!)                          | 히루타 타츠야     | 1982년36년(1982년 8월 25일)        | 1994년34호(1995년 1월 7일)   |                                      |
| 미스터 아짓코(ミスター味っ子)                                      | 데라사와 다이스케 | 1986년40호                         | 1990년03호                   |                                      |
| Break Shot(ブレイクショット)                                       | 마에카와 타케시   | 1987년26호                         | 1990년28호                   |                                      |
| 더 파이팅(はじめの一歩)                                            | 모리카와 조지     | 1989년43호(1989년 10월 11일)       | 연재 중(종료일 미정)         | 주간 소년 매거진의역대 최장수 연재작 |
| Shoot!(蒼き伝説 シュート!)                                         | Tsukasa Ooshima   | 1990년36호                         | 2003년24호                   |                                      |
| Boys Be...(Boys Be...)                                             | 타마코시 히로유키 | 1991년33호                         | 2001년15호                   |                                      |
| 미스터 초밥왕(将太の寿司)                                          | 데라사와 다이스케 | 1992년37호                         | 1997년16호                   |                                      |
| 소년탐정 김전일(金田一少年の事件簿)                                | 아마기 세이마루   | 1992년45호(1992년 10월 28일)       | 2017년46호(2017년 10월 18일) |                                      |
| Harlem Beat(ハーレム・ビート)                                      | 니시야마 유리코   | 1994년34호                         | 2000년08호                   |                                      |
| 미스터리 극장 에지(サイコメトラーEIJI)                             | 안도 유마         | 1996년18호                         | 2000년42호                   |                                      |
| 러브히나(ラブひな)                                                 | 아카마츠 켄       | 1998년47호(1998년 10월 21일)       | 2001년48호(2001년 10월 31일) |                                      |
| 겟 백커스(ゲットバッカーズ)                                        | 아오키 유야       | 1999년17호                         | 2007년12호                   |                                      |
| 레이브(レイヴ)                                                     | 마시마 히로       | 1999년32호                         | 2005년35호                   |                                      |
| 갓핸드 테루(ゴッドハンド輝)                                        | 야마모토 카즈키   | 2000년33호                         | 2011년45호                   |                                      |
| 쿠니미츠의 정치(クニミツの政)                                      | 키바야시 신       | 2001년03호(2000년 12월 20일)       | 2005년49호(2005년 11월 2일)  |                                      |
| 탐정학원 Q(探偵学園Q)                                              | 사토 후미야       | 2001년25호                         | 2004년34호                   |                                      |
| 스쿨럼블(スクールランブル)                                         | 코바야시 진       | 2002년47호                         | 2008년34호                   |                                      |
| 에어 기어(エア・ギア)                                              | 오구레 이토       | 2002년49호(2002년 11월 20일)       | 2012년25호(2012년 5월 23일)  |                                      |
| 마법선생 네기마!(魔法先生 ネギま!)                                 | 아카마츠 켄       | 2003년13호                         | 2012년15호                   |                                      |
| 츠바사 크로니클(ツバサ-RESERVoir CHRoNiCLE-)                       | CLAMP             | 2003년25호                         | 2009년45호                   |                                      |
| 소라의 날개(あひるの空)                                            | 히나타 다케시     | 2004년2・3합병호(2004년 12월 10일) | 일시 휴재                    | 2020년 9월 30일 이후 무기한 휴재     |
| 안녕, 절망선생(さよなら絶望先生)                                   | 구메타 코지       | 2005년                             | 2012년28호                   |                                      |
| 에어리어의 기사(エリアの騎士)                                      | 이가노 히로아키   | 2006년                             | 2017년17호                   |                                      |
| 다이아몬드 A(ダイヤのA)                                            | 테라시마 유지     | 2006년24호                         | 2015년07호                   |                                      |
| 페어리 테일(フェアリーテイル)                                      | 마시마 히로       | 2006년35호(2006년 8월 2일)         | 2017년34호(2017년 7월 26일)  |                                      |
| 건달군과 안경양(ヤンキー君とメガネちゃん)                          | 요시카와 미키     | 2006년46호                         | 2011년25호                   |                                      |
| 베이비 스텝(ベイビーステップ)                                      | 카즈키 히카루     | 2007년46호                         | 2017년48호                   |                                      |
| Code:Breaker(Code:Breaker)                                         | 아카미네 카미죠   | 2008년28호                         | 2013년33호                   |                                      |
| 학생회 임원들(生徒会役員共)                                        | 우지이에 도젠     | 2008년34호(2008년 7월 23일)        | 2021년51호연재 종료 예정     | 《매거진 SPECIAL》부터의 이동        |
| AKB49: 연애금지조례(AKB49〜恋愛禁止条例〜)                         | 미야지마 레이지   | 2010년39호                         | 2016년08호                   |                                      |
| 야마다와 7명의 마녀(山田くんと7人の魔女)                           | 요시카와 미키     | 2012년12호                         | 2017년12호                   |                                      |
| 일곱 개의 대죄(七つの大罪)                                         | 스즈키 나카바     | 2012년45호                         | 2020년17호                   |                                      |
| 신이 말하는 대로 2(神さまの言うとおり)                             | 카네시로 무네유키 | 2013년07호                         | 2017년                       |                                      |
| 데이즈(Days)                                                       | 야스다 츠요시     | 2013년                             | 2021년08호                   |                                      |
| UQ HOLDER!(UQ HOLDER!)                                             | 아카마츠 켄       | 2013년39호                         | 2016년30호                   |                                      |
| 도메스틱한 그녀(ドメスティックな彼女)                              | 사스가 케이       | 2014년                             | 2020년28호                   |                                      |
| 애태우는 칠드런(徒然チルドレン)                                    | 와카바야시 토시야 | 2015년20호                         | 2018년32호                   | 정발 제목은 「심심한 칠드런」        |
| 다이아몬드 A actⅡ(ダイヤのA act II)                                | 테라시마 유지     | 2015년38호                         | 연재 중                      |                                      |
| 불꽃 소방대(炎炎ノ消防隊)                                          | 오오쿠보 아츠시   | 2015년45호                         | 연재 중                      |                                      |
| 불멸의 그대에게(不滅のあなたへ)                                    | 오이마 유키토시   | 2016년50호                         | 연재 중                      |                                      |
| 도쿄 리벤저스(東京卍リベンジャーズ)                                | 와쿠이 켄         | 2017년13호                         | 연재 중                      |                                      |
| 런웨이에서 웃어줘(ランウェイで笑って)                              | 이노야 코토바     | 2017년26호                         | 연재 중                      |                                      |
| 여친, 빌리겠습니다(彼女、お借りします)                             | 미야지마 레이지   | 2017년32호                         | 연재 중                      |                                      |
| 5등분의 신부(五等分の花嫁)                                         | 하루바 네기       | 2017년                             | 2020년12호                   |                                      |
| 기숙학교의 줄리엣(寄宿学校のジュリエット)                          | 카네다 요스케     | 2017년43호                         | 2019년40호                   |                                      |
| 남고생을 키우고 싶은 누나 이야기(男子高校生を養いたいお姉さんの話) | 히데키            | 2018년19호                         | 연재 중                      |                                      |
| 에덴즈 제로(EDENS ZERO)                                            | 마시마 히로       | 2018년30호                         | 연재 중                      |                                      |
| 블루 락(ブルーロック)                                              | 카네시로 무네유키 | 2018년35호                         | 연재 중                      |                                      |
| 그래도 아유무는 다가온다(それでも歩は寄せてくる)                   | 야마모토 소이치로 | 2019년14호                         | 연재 중                      |                                      |
| 나래의 끝의 우리(なれの果ての僕ら)                                 | 우츠미 야에       | 2020년07호                         | 2020년48호                   | 「뼈가 썩을 때까지」 작가의 연재작   |
| 뻐꾸기 약혼자(カッコウの許嫁)                                      | 요시카와 미키     | 2020년09호                         | 연재 중                      |                                      |
| 그녀도 여친(カノジョも彼女)                                        | 히로유키          | 2020년14호                         | 연재 중                      |                                      |

## 관련 잡지
| - 월간 소년 매거진 - 매거진 SPECIAL | - 별책 소년 매거진 - 월간 소년 시리우스 | - 월간 소년 선데이 - 소년 선데이 수퍼 |